# ماتیو هولمن
 ماتیو هولمن (انگلیسی: Matthew J. Holman؛ زادهٔ ۱۹۶۷) یک ستاره‌شناس اهل ایالات متحده آمریکا است.وی از اعضای تیمی بود که قمرهای نامنظم سیاره مشتری، زحل، اورانوس و نپتون را کشف کردند.